# Hurts to Be in Love
"Hurts to Be in Love" é uma canção de 1984 escrita pelo cantor canadense Gino Vannelli, para o álbum Black Cars, lançado no mesmo ano. A canção foi lançada como single em 1985 e obteve grande sucesso, principalmente no Canadá, alcançando a posição número #14 e a posição número #57 na Billboard Hot 100. A canção foi produzida pelo próprio Gino Vannelli e seus dois irmãos, os também músicos Joe e Ross Vannelli.
Também fez sucesso nas rádios do Brasil, ficando entre as canções mais tocadas no país em 1985, sendo incluída na trilha sonora da novela De Quina pra Lua, da Rede Globo.

## Faixas do Single
| Lado   | Canção                | Duração | Intérpretes   | Compositores  | Produtores                                 | Álbum Original | Gravação |
| ------ | --------------------- | ------- | ------------- | ------------- | ------------------------------------------ | -------------- | -------- |
| Lado A | "Hurts to Be in Love" | 3:39    | Gino Vannelli | Ross Vannelli | Gino Vannelli, Joe Vannelli, Ross Vannelli | Black Cars     | 1984     |
| Lado B | "Here She Comes"      | 3:28    |               |               |                                            | Black Cars     | 1984     |

## Lado B
O lado B do single contém a canção "Here She Comes", composta e produzida por Gino Vannelli.

## Versões cover
- Em 2001, o cantor jamaicano Andru Donalds regravou a canção para seu álbum Let's Talk About It.